# Zavit-Léninski
Zavit-Léninski (en (ucraïnès): Завіт-Ленінський) és un poble de la República Autònoma de Crimea a Ucraïna, que el 2014 tenia 2.222 habitants. Pertany al districte rural de Djankoi. Fins al 1948 la vila es deia Kutxuk-Alkalí.